# Тени прошлого (фильм, 2006)
«Те́ни про́шлого» (англ. Shadow Man) — американский боевик режиссёра Майкла Койша. Съёмки проводились в Румынии и США. Фильм вышел сразу на видео в США 6 июня 2006 года.

## Сюжет
Джек Фостер (Стивен Сигал) — в прошлом агент американских спецслужб, а ныне отошедший от дел, уединённо живёт со своей дочерью Амандой (Скай Беннетт). Однажды его дочь похищают. Вместе со своим старым приятелем из ЦРУ Фостер должен разыскать и освободить её.

## В ролях
| Актёр           | Роль          |
| --------------- | ------------- |
| Стивен Сигал    | Джек Фостер   |
| Скай Беннетт    | Аманда Фостер |
| Ева Поуп        | Аня           |
| Имельда Стонтон | посол Кокрэйн |
| Винсент Риотта  | Гарри         |
| Майкл Элвин     | Джордж        |
| Гаррик Хагон    | Уотерс        |
| Алекс Фернс     | Шмидт         |

## Рецензии и критика
Фильм получил преимущественно негативные отзывы и низкие оценки от кинокритиков. На сайте Rotten Tomatoes его рейтинг составляет 30 % из 100, а на IMDB.com — 4,1 из 10.
Дэвид Джонсон из «DVD Verdict» назвал фильм «заурядным боевиком с предсказуемым сюжетом», добавив, что «Сигал в очередной раз играет шаблонного персонажа, ничем не отличающегося от героев его предыдущих лент». Верн, автор «Seagalogy», называет этот фильм одним из худших в фильмографии Сигала.